# Abdel Abqar
Abdel Abqar de son nom complet Abdelkabir Abqar (en arabe : عبد الكبير أبقر), né le 10 mars 1999 à Settat au Maroc, est un footballeur international marocain qui joue au poste de défenseur central au Getafe CF.
Formé à l'Académie Mohammed VI de football, il quitte le centre de formation en 2016 pour terminer sa formation au Málaga CF. Faisant ses débuts professionnels en 2018, il évolue principalement en équipe réserve avant de s'engager au Deportivo Alavés en 2021.
Ayant passé la majorité de sa jeunesse en équipe du Maroc dans les catégories inférieures, il reçoit ses premières sélections en A sous la houlette de Walid Regragui, prenant part à la CAN 2023.

## Biographie

### Jeunesse et formation au Maroc (1999-2016)
Abdel Abqar naît le 10 mars 1999 à Settat au Maroc et commence le football dans les rues de sa ville. Il quitte son domicile familial et s'installe en 2015 à Salé en intégrant le centre de formation de l'Académie Mohammed VI, situé à deux heures de son domicile familial. Son père le suit ainsi de très près dans son évolution footballistique. Jouant au poste de défenseur central, le joueur dit s'inspirer de Sergio Ramos.
Lors d'un tournoi international de football défendant les couleurs de l'Académie Mohammed VI face à des clubs européens, il est repéré par des scouts du Málaga CF lors d'un match l'opposant face au FC Barcelone Juvenil. Lors de cette période, le club espagnol entretient une relation forte avec les académies marocaines de football, ce qui facilite les négociations entre les clubs pour l'exportation de joueurs marocains.

### Malaga CF (2016-2020)
Le 1er juillet 2016, à l'âge de 17 ans, il quitte le Maroc pour s'engager au Malaga CF pour évoluer dans la catégorie des U19 lors de la saison 2016-2017. Lors de son arrivée, le joueur rencontre des problèmes au niveau de la communication et de la langue espagnole.
Une saison plus tard, il est retenu pour évoluer avec l'équipe réserve de Malaga CF et joue en quatrième division espagnole. Arrivé premier du championnat, le club est promu en troisième division pour la saison 2018-2019. En janvier 2018, il participe à son premier match avec l'équipe première, à l'occasion d'un match amical face à Hambourg SV.
Ayant participé aux matchs de pré-saison de la saison 2018-2019, le 11 septembre 2018, à l'occasion d'un match de Coupe d'Espagne, son entraîneur Juan Ramón López Muñiz décide de le titulariser avec l'équipe première face à l'UD Almeria aux côtés d'autres Marocains tels que Badr Boulahroud et Hicham Boussefiane (défaite, 1-2). Il est remplacé à la 83e minute par Iván Jaime. Il évolue la suite de la saison avec l'équipe réserve en troisième division espagnole et s'entraîne souvent avec l'effectif professionnel.
Lors de la saison 2019-2020, en pleine pandémie de Covid-19, le joueur dispute sa dernière saison inscrite sur son contrat et ne figure plus parmi les plans de Sergio Pellicer. En fin de saison, ses concurrents Ismael Casas, Cristo Romero et Juande passent en priorité dans la hiérarchie des défenseurs centraux, empêchant Abqar de prolonger son contrat.

### Deportivo Alavés (2020-2025)
Le 22 juillet 2020, il s'engage pour trois saisons au Deportivo Alavés pour évoluer avec l'équipe réserve. Lors de la saison 2022-2023, il s'impose en tant qu'élément clé du club et dispute la quasi-totalité des matchs en tant que titulaire.
Le 29 octobre 2022, il inscrit son premier but professionnel face au Real Oviedo (victoire, 2-1). Peu après son but, le joueur déclare auprès d'As : « Je suis très heureux et j'aimerais marquer plus de buts. Il faut aller plus loin contre le Racing et Saragosse. Tout l'esprit est déjà fixé sur ces deux matchs dans lesquels nous allons essayer d'obtenir les six points. ».
En fin de saison, il dispute les play-offs pour une place en Liga. En finale contre Levante UD, il fait match nul à l'aller et remporte le match retour sur le score d'un but à zéro, donnant ainsi au Deportivo Alavés l'accès d'accéder en première division,.
Le 14 août 2023, il dispute son premier match en Liga en étant titularisé contre Cadiz CF (défaite, 1-0). Lors de son deuxième match, toujours titulaire, il bat le Séville FC sur le score de 4-3, malgré un but marqué contre son camp à la 15e minute.
Son contrat au Deportivo Alavés se termine en fin de saison 2024-2025, se retrouvant alors libre de tous contrats.

### Carrière internationale

#### Parcours junior avec le Maroc
Abdel Abqar reçoit des caps avec la sélection marocaine U15, U17, U20 et U23.
Le 23 mars 2022, il déclare prendre comme exemple l'international marocain Mehdi Benatia et avoir comme rêve de jouer pour l'équipe du Maroc en citant : « Jouer pour la première équipe nationale marocaine est mon rêve depuis l'enfance. C'est quelque chose dont rêvent tous les joueurs marocains. Je travaille dur pour atteindre cet objectif, et j'espère trouver l'opportunité de représenter mon pays, et je suis toujours prêt pour cela. ».

#### Équipe du Maroc
Le 13 mars 2023, il reçoit sa première convocation avec l'équipe première du Maroc lors d'une conférence de presse tenue par Walid Regragui pour des matchs amicaux face au Brésil et le Pérou,. Il déclare un jour après sa convocation : « Ma mère s’est mise à pleurer après avoir appris que j’étais convoqué avec le Maroc. ».
Le 31 août 2023, il reçoit une nouvelle convocation officielle de Walid Regragui pour des matchs le 9 septembre contre le Liberia à Agadir et le 12 septembre contre le Burkina Faso à Lens,. Le premier match contre le Liberia entre dans le cadre des qualifications à la CAN 2023, mais est annulé et reporté à la suite du séisme du Maroc,. Cependant, le deuxième match prévu en amical contre le Burkina Faso est maintenu et joué au Stade Bollaert-Delelis de Lens, sans pour autant compter une entrée en jeu d'Abqar (victoire, 1-0),.
Le 28 décembre 2023, il est retenu dans la liste des vingt-sept joueurs marocains sélectionnés par Walid Regragui pour disputer la Coupe d'Afrique des nations 2023,,. Mis sur le banc au long de toute la compétition, en huitièmes de finale, les Lions de l'Atlas sont éliminés par l'Afrique du Sud sur un score de 2-0,. Abqar ne compte alors aucune minute disputée.

## Style de jeu
Défenseur central droitier et athlétique, il reçoit les éloges de l'entraîneur Luis García Plaza qui décrit le joueur en expliquant : « C'est un gamin qui a déjà attiré mon attention en pré-saison. Il a un super physique, il est très grand et il va très bien la tête en bas. Mais il fait aussi bien jouer le ballon, ce sur quoi on travaille généralement beaucoup avec les défenseurs centraux. ».

## Statistiques

### Statistiques détaillées
| Saison                | Club                  | Championnat           | Championnat | Championnat | Championnat | Coupe(s) nationale(s) | Coupe(s) nationale(s) | Coupe(s) nationale(s) | Compétition(s) continentale(s) | Compétition(s) continentale(s) | Compétition(s) continentale(s) | Compétition(s) continentale(s) | Autres compétitions | Autres compétitions | Autres compétitions | Autres compétitions | Maroc | Maroc | Maroc | Total | Total | Total |
| Saison                | Club                  | Division              | M.          | B.          | P.d.        | M.                    | B.                    | P.d.                  | Comp.                          | M.                             | B.                             | P.d.                           | Comp.               | M.                  | B.                  | P.d.                | M.    | B.    | P.d.  | M.    | B.    | P.d.  |
| 2017-2018             | Atlético Malagueño    | TD                    | 1           | 0           | 0           | -                     | -                     | -                     | -                              | -                              | -                              | -                              | -                   | -                   | -                   | -                   | -     | -     | -     | 1     | 0     | 0     |
| 2018-2019             | Atlético Malagueño    | TD                    | 13          | 0           | 0           | -                     | -                     | -                     | -                              | -                              | -                              | -                              | -                   | -                   | -                   | -                   | -     | -     | -     | 13    | 0     | 0     |
| 2019-2020             | Atlético Malagueño    | TD                    | 20          | 0           | 0           | -                     | -                     | -                     | -                              | -                              | -                              | -                              | -                   | -                   | -                   | -                   | -     | -     | -     | 20    | 0     | 0     |
| Sous-total            | Sous-total            | Sous-total            | 34          | 0           | 0           | -                     | -                     | -                     | -                              | -                              | -                              | -                              | -                   | -                   | -                   | -                   | -     | -     | -     | 34    | 0     | 0     |
| 2018-2019 (en)        | Málaga CF             | LaLiga2               | -           | -           | -           | 1                     | 0                     | 0                     | -                              | -                              | -                              | -                              | -                   | -                   | -                   | -                   | -     | -     | -     | 1     | 0     | 0     |
| 2021-2022             | Deportivo Alavés      | LaLiga2               | -           | -           | -           | 1                     | 0                     | 0                     | -                              | -                              | -                              | -                              | -                   | -                   | -                   | -                   | -     | -     | -     | 1     | 0     | 0     |
| 2022-2023             | Deportivo Alavés      | LaLiga2               | 39          | 1           | 0           | 1                     | 0                     | 0                     | -                              | -                              | -                              | -                              | -                   | -                   | -                   | -                   | -     | -     | -     | 40    | 1     | 0     |
| 2023-2024             | Deportivo Alavés      | LaLiga                | 27          | 0           | 0           | -                     | -                     | -                     | -                              | -                              | -                              | -                              | -                   | -                   | -                   | -                   | 1     | 0     | 0     | 28    | 0     | 0     |
| 2024-2025             | Deportivo Alavés      | LaLiga                | 4           | 0           | 0           | -                     | -                     | -                     | -                              | -                              | -                              | -                              | -                   | -                   | -                   | -                   | 1     | 0     | 0     | 5     | 0     | 0     |
| Sous-total            | Sous-total            | Sous-total            | 70          | 1           | 0           | 2                     | 0                     | 0                     | -                              | -                              | -                              | -                              | -                   | -                   | -                   | -                   | 2     | 0     | 0     | 74    | 1     | 0     |
| Total sur la carrière | Total sur la carrière | Total sur la carrière | 118         | 1           | 0           | 3                     | 0                     | 0                     | -                              | -                              | -                              | -                              | -                   | -                   | -                   | -                   | 0     | 0     | 0     | 121   | 1     | 0     |

### En sélection
Le tableau suivant liste les rencontres de l'équipe du Maroc dans lesquelles Abdel Abqar a été sélectionné depuis le 22 mars 2024 jusqu'à présent :

## Vie privée

### Humanitaire
Le 9 septembre 2023, alors qu'il se trouve à Agadir, il se présente exclusivement à l'hôpital avec ses coéquipiers de la sélection marocaine pour un don de sang pour les blessés du séisme au Maroc,,.